# عبير عياش
عبير أحمد عياش (25 أكتوبر 1973 - 7 مايو 2003) طبيبة وعالمة لبنانية.

## عن حياتها
ولدت في 25 أكتوبر 1973 في قرية كرم عصفور في في مدينة قضاء عكار الواقعة شمال لبنان انهت دراستها الثانوية في مدرسة البنات الوطنية للروم الارثوذكس في مدينة طرابلس عام 1991، ونالت شهادة البكالوريا اللبنانية والفرنسية وحصلت على درجة تفوق كانت تعفى سنوياً من رسوم التسجيل والاقساط بسبب تفوقها ومن ثم التحقت بجامعة القديس يوسف في بيروت للتخصص في الطب، وكانت من المتفوقين والمبدعين باعتراف مدير واساتذة الجامعة» عدت اطروحتها لنيل الدكتوراه بعنوان «عوارض الذبحة القلبية»، وهو من المواضيع النادرة في هذا التخصص وقد نالت جائزة مالية وتنويهاً على ذلك، وقدمت بعد ذلك اوراقها لمتابعة اختصاصها ودراساتها العليا في فرنسا بالامراض الصدرية ـ السرطان الرئوي وكانت من القلائل الذين قبلوا من منطقة الشرق الأوسط في جامعة رينيه ديكارت بباريس 1998 وقد عملت في أهم مستشفيات فرنسا مثل اوتيل ديو وجورج بومبيدو، وكان هدفها هو اكتشاف علاج للامراض الصدرية الخبيثة، فقامت بابحاث عديدة في مختلف نواحي هذا التخصص» وقال أخوها الذي يدعى نزيه ان شقيقته كانت على اتصال دائم مع اهلها «وقد اخبرتنا في اتصالها الهاتفي الاخير الذي اجرته معنا في الأول من مايو الجاري، انها تسعى لاكتشاف علاج جديد لمرض السرطان الرئوي، على ان توضح تفاصيله لنا في حينه. واخبرتنا انها تنوي زيارتنا خلال الصيف المقبل، وبدت متفائلة في عملها ودراستها. كما اخبرتنا انها تنوي متابعة ابحاثها في الولايات المتحدة» وتابع إلى ان أهل بيته لم يوفقوا في الحديث مع شقيقته بعد الأول من مايو الجاري حيث راح هاتفها الجوال يرن دون مجيب، افاد انه «في الرابع عشر من الشهر الحالي اتصلت بنا وزارة الخارجية اللبنانية لتبلغنا من دون مقدمات ان الدكتورة عبير تعرضت للوفاة نتيجة حادث في السابع من الشهر الجاري، دون ان تقدم أي توضيحات حول اسباب وفاتها. الا اننا أجرينا اتصالات مع اصدقائها فاخبرونا انها وجدت مقتولة في غرفتها».

## الاغتيال والتحقيقات
أغتيلت في يوم 7 مايو 2003 في غرفة شقتها في باريس وفي يوم 19 مايو 2003 وجهت مصادر مطلعة في بيروت اصابع الاتهام للموساد الإسرائيلي واجهزة استخبارات غربية باغتيال عالمة لبنانية في باريس بعد نجاحها بحسب المصادر في تطوير علاج لوباء الالتهاب الرئوي اللانمطي «سارس».